# Stepišnik
Stepišnik je priimek več znanih Slovencev:
- Alen Stepišnik (*1975), atlet
- Drago Stepišnik (1906–1983), zgodovinar telesne kulture, prof. VŠTK
- Edvard Stepišnik (*1943), gospodarstvenik (Merx), politik, planinec
- Jakob Stepišnik (1815–1889), teolog, filozof, škof
- Janez Stepišnik (*1940), fizik
- Lovro Stepišnik (1834–1912), narodni buditelj
- Matija Stepišnik, novinar, komentator, urednik
- Milan Stepišnik (1910–1950), inženir kemije in atlet olimpionik, žrtev Dachavskih procesov
- Stanko Stepišnik (*1956), tehnolog in politik
- Tilen Stepišnik, kitarist/instrumentalist, glasbeni pedagog, skladatelj
- Uroš Stepišnik (*1975), geograf krasoslovec, speleolog